# Wiktor Deptuła
Wiktor Deptuła (ur. 22 grudnia 1908 we wsi Surowe, zm. 16 stycznia 1975) – polski artysta ludowy, bursztynnik działający na Kurpiach Zielonych.

## Życiorys i praca twórcza
Ojciec Wiktora Jan oraz matka Marianna z d. Zapadka mieszkali w Surowem i zajmowali się uprawą roli. Również Wiktor Deptała był rolnikiem, mając 10 ha ziemi, ale niezależnie od pracy na roli, od roku 1933 wydobywał w okolicy bursztyn i wyrabiał z niego korale oraz inną biżuterię, różańce oraz ozdoby ludowe. Był kontynuatorem twórczości Jana Chmielewskiego ze swojej rodzinnej wsi. Po wojnie dalej prowadził warsztat bursztynniczy w Surowem. W latach 60. i początkach 70. XX w. uważany był za najlepszego bursztynnika na Kurpiach. Wykonał kolie bursztynowe dla zespołu „Mazowsze” oraz zespołu „Kurpianka”. Współpracował z Muzeum Północno-Mazowieckim w Łomży, dla którego wykonał wiele dzieł z jantaru, w tym rekonstrukcje ludowych ozdób bursztynowych, np. ważący 722g pająk oraz kierec, a także różaniec z krzyżykiem, sznur z mentalem i pasją. Wyroby W. Deptuli są także w kolekcji Muzeum Ziemi PAN w Warszawie oraz muzeum w Nowogrodzie. Brał udział w wystawach i targach sztuki ludowej, np. w wystawie twórczości Kurpiów Zielonych i Kurpiów Białych w Pułtusku w 1949, był też współpracownikiem Adama Chętnika. 
Ożenił się z Rozalią z d. Dąbkowską, mieli dwie córki i trzech synów.
Pochowany na cmentarzu we wsi Czarnia.

## Odznaczenia
Został odznaczony Srebrnym Krzyżem Zasługi.   

## Upamiętnienie
O artyście w 1969 powstał film „Wiktor Deptuła. Bursztyniarz” nakręcony przez zespół Państwowego Muzeum Etnograficznego w Warszawie.   